# Martin Hagen (Biathlet)
Martin Olaf Hagen (* 3. Oktober 1954 in Jackson Hole, Wyoming) ist ein ehemaliger US-amerikanischer Biathlet.
Hagen war zwischen 1973 und 1975 nationaler Juniorenmeister im Biathlon und trat bereits im Juniorenalter für die Nationalmannschaft an. 1976 nahm er an den Olympischen Winterspielen in Innsbruck teil. Im Einzelrennen über 20 Kilometer belegte er den 47. Platz. Vier Jahre später, bei den Olympischen Winterspielen 1980 in Lake Placid verbesserte er sich im Einzelrennen auf Platz 36. Im Staffelwettbewerb über vier Mal 7,5 Kilometer belegte er zusammen mit seinen Teamkollegen Lyle Nelson, Donald Nielsen Jr. und Peter Hoag Jr. Rang 8. Bei seinen dritten Olympischen Winterspielen 1984 in Sarajevo wurde er im Einzelwettkampf 53.
Hagen schloss 1978 sein Studium der Naturwissenschaften an der University of Wyoming ab. Später arbeitete er als Flussführer, Bildhauer und Musiker.